# Station Górki-Ściernie
Station Górki-Ściernie is een spoorwegstation in de Poolse plaats Lędziny.